# NGC 430
NGC 430 es una galaxia elíptica de la constelación de Cetus. 
Fue descubierta el 1 de octubre de 1785 por el astrónomo William Herschel.